# 布斯島

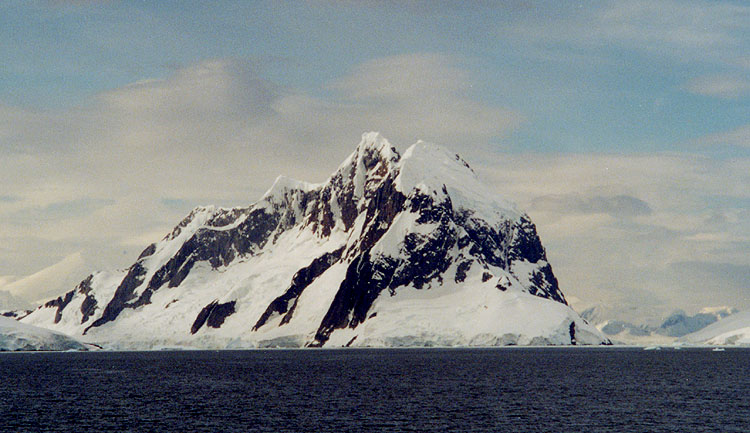

布斯島（德語：Booth-Insel）是南極洲的島嶼，位於南大洋海域，屬於威廉群島的一部分，長5公里、寬1公里，最高點海拔高度980米，島上無人居住，該島在1873年至1874年被德國採險家發現。

## 外部連結
- Atlas of Antarctic Research, U.S. Geological Survey

65°05′S 64°00′W / 65.08°S 64.0°W